# Ratnovce
Ratnovce es un municipio del distrito de Piešťany en la región de Trnava, Eslovaquia, con una población estimada a final del año 2024 de 1074 habitantes.
Se encuentra ubicado en el centro-este de la región, cerca del río Váh (cuenca hidrográfica del Danubio) y de la región de Nitra.

## Demografía
| Año        | 1994 | 2004    | 2014    | 2024    |
| ---------- | ---- | ------- | ------- | ------- |
| Población  | 960  | 950     | 1027    | 1074    |
| Diferencia |      | −1,04 % | +8,10 % | +4,57 % |

| Año        | 2023 | 2024    |
| ---------- | ---- | ------- |
| Población  | 1082 | 1074    |
| Diferencia |      | −0,73 % |